# Acesulfam-K
Acesulfam-K ist ein synthetischer, hitzebeständiger Süßstoff. Der Chemiker Karl Clauß entdeckte 1967 bei der Hoechst AG zufällig bei der Synthese von Oxathiazinondioxiden eine süß schmeckende Verbindung.
Der Lebensmittelzusatzstoff, der zu den Süßungsmitteln zählt, wird als E 950 deklariert.

## Molekülstruktur und Nachweis
Acesulfam gehört zu den Heterocyclen, da das Molekül einen Sechsring mit drei Heteroatomen (Sauerstoff, Schwefel und Stickstoff) enthält (Oxathiazinring).
Der chemische Nachweis von Acesulfam in unterschiedlichen Matrices gelingt nach adäquater Probenvorbereitung durch die Kopplung chromatographischer Verfahren mit der Massenspektrometrie, wie z. B. der HPLC-MS.

## Eigenschaften
Acesulfam-K ist ein weißer Feststoff, der sich in kaltem Wasser gut, in heißem sehr leicht löst. Wasser/Ethanol-Gemische sind ebenfalls gut geeignet. Die Lagerung ist durch die hohe chemische Stabilität unproblematisch.
Der Süßstoff ist das Kaliumsalz des Acesulfams, das Acesulfam-Kalium oder Acesulfam-K mit einer Süßkraft, die ungefähr 200-mal so stark ist wie die der Saccharose.

## Herstellung
Die Herstellung erfolgt in mehreren Schritten, ausgehend vom Natriumsalz des 4-Chlorphenols:
Als industrielles Verfahren hat sich gegenüber früheren Varianten mit Fluorsulfonylisocyanat (FSO2NCO) oder Amidosulfofluorid (H2NSO2F) das sogenannte SO3-Verfahren durchgesetzt.
Dabei wird ein Salz der Amidosulfonsäure, bevorzugt ein Trialkylammoniumsalz, mit Diketen in Methylenchlorid zum Acetoacetamid-N-sulfonat umgesetzt. Das gelöste Acetoacetamid-N-sulfonat wird zu einer Lösung von Schwefeltrioxid in Methylenchlorid gegeben, wobei Cyclisierung zu einem SO3-Addukt stattfindet. Das SO3-Addukt wird mit Wasser zu Acesulfam-H, der sog. Süßstoffsäure, hydrolysiert und mit KOH in den Süßstoff Acesulfam-K überführt. Schonende Prozess- und Isolierungsbedingungen, sowie die effiziente Aufarbeitung der Flüssigphasen ermöglichen gute Ausbeuten (>80 %) und Reinheiten über 99,5 %.

## Verwendung
Aufgrund seiner Hitzebeständigkeit kann Acesulfam-K auch zum Kochen und Backen verwendet werden. Es schmeckt dem natürlichen Zucker sehr ähnlich, hat aber in höherer Konzentration einen leicht bitteren Geschmack.
Acesulfam-K wird beispielsweise für Getränke und Fruchtjoghurts verwendet, meist in Kombination mit anderen Süßstoffen, wie Aspartam. Es ist außerdem in Zahnpasta enthalten, da es keine Karies auslöst.

## Zulassung und mögliche Gefahren
Acesulfam-K ist seit 1990 in Deutschland zugelassen und wird unter dem Markennamen Sunett vertrieben. Der Zuckerersatzstoff wurde 1991 vom zuständigen Fachausschuss (JECFA) der Weltgesundheitsorganisation für unbedenklich erklärt.
Von Lebewesen wird Acesulfam-K leicht resorbiert und wird über die Nieren ausgeschieden. Bei Menschen wurde der Stoff bereits in der Muttermilch nachgewiesen. In Tierversuchen wurde gezeigt, dass es sich bei dem Stoff um ein Klastogen handelt und Schäden an Chromosomen begünstigt. Eine wissenschaftlich fundierte Bewertung wird dadurch erschwert, dass kaum unabhängige Untersuchungen veröffentlicht wurden.
Die erlaubte Tagesdosis wurde vom wissenschaftlichen Lebensmittelausschuss der EU-Kommission (Scientific Committee on Food, SCF) bei Erwachsenen auf 9 mg pro Kilogramm Körpergewicht festgesetzt.

## Umweltrelevanz
Acesulfam-K wird vom Körper größtenteils unverändert wieder ausgeschieden und kaum bis gar nicht in Kläranlagen abgebaut, sodass die Substanz in großen Mengen in Flüsse und Seen gelangt, wo sie sich nachweislich anreichert. Es gilt daher auch als Abwasser-Marker für Oberflächenwasser und Grundwasser. Konzentrationen in Oberflächengewässern reichen bis in den zweistelligen Mikrogramm-pro-Liter-Bereich, in Untersuchungskampagnen mit einer Vielzahl von Zielsubstanzen stellt Acesulfam häufig die Substanz mit den höchsten gemessenen Konzentrationen dar. Sogar im Trinkwasser wurde Acesulfam in Deutschland und einigen anderen Ländern bereits nachgewiesen. Der Rhein bei Basel trägt über ein ganzes Jahr betrachtet mehr als 42 Tonnen des Süßstoffs in Richtung Nordsee. Es entsteht Amidosulfonsäure als Abbauprodukt, das ebenfalls persistent und schädlich für Wasserorganismen ist.